# Kallimach z Cyreny

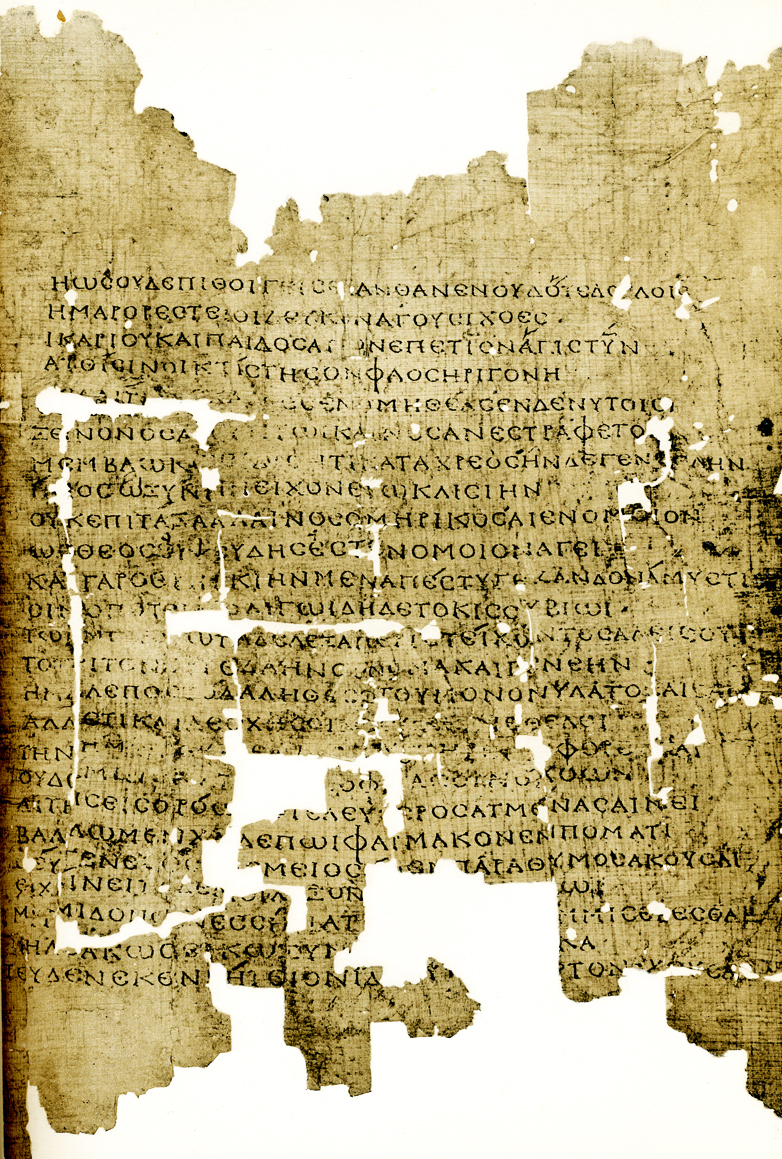
Papirus z II wieku n.e. z fragmentem tekstu poematu Aitia

Kallimach z Cyreny (stgr. Καλλίμαχος ὁ Κυρηναῖος Kallimachos ho Kyrenaios, ur. około 310 p.n.e. w Cyrenie, zm. około 240 p.n.e.) – uważany za największego poetę epoki aleksandryjskiej, twórca pierwszej historii literatury.
Przez długi czas błędnie przypuszczano, że mógł być drugim bibliotekarzem Biblioteki Aleksandryjskiej, następcą Zenodota z Efezu. Sporządził jej dokładny katalog rzeczowy składający się ze 120 ksiąg i obejmujący całe właściwie znane wówczas piśmiennictwo, pod nazwą Pinakes (gr. Πίνακες – Tablice). Starał się przy tym badać autentyczność katalogowanych dzieł literackich. Pomimo pewnej schematyczności kompendium to uznaje się za pierwszą historię literatury.
Jako poeta gustował głównie w drobnych formach literackich. Tworzył epigramy, hymny, epylliony, idylle i elegie dworskie, a szczególnie ajtiologiczne (od poematu Aitia w 4 księgach, wydanego za życia dwukrotnie), czyli uczone – wyjaśniające przyczyny powstania nazw, instytucji, kultów czy świąt. Lubował się w wyszukiwaniu najmniej znanych wersji mitów i na nich opierał swą twórczość. Jego pełna erudycji poezja wymagała wysiłku intelektualnego od czytelnika. Sporządził również jeden z wykazów (prawdopodobnie najstarszy) siedmiu cudów świata. Do dziś zachowało się sześć jego hymnów i ponad sześćdziesiąt epigramów, ponadto fragmenty innych utworów.
Twórczość Kallimacha naśladowali inni poeci aleksandryjscy, a później rzymscy, na przykład Katullus, a później Propercjusz. Jego uczniem był Filostefanos z Kyreny. W epoce nowożytnej imię Kallimacha przybrał Fillipo Buonaccorsi, XV-wieczny humanista włoski związany z Polską.
Wszystkie dzieła Kallimacha zostały wydane w serii Biblioteka Antyczna w tłumaczeniu Janiny Ławińskiej-Tyszkowskiej, Agnieszki Kotlińskiej-Tomy i Emilii Żybert-Pruchnickiej.